# Škav
Škav (Škaf ili Bosnić grad), ranosrednjovjekovna gradina s utvrdom i rudnik željezne rude između Gornje Večeriske i Zaselja, kod Viteza u Bosni i Hercegovini.
Škav je prirodna gradina s vrlo strmim, gotovo okomitim liticama oko kojih je rasuto kamenje koje je na gradinu donošeno zbog obrane. U podnožju gradine nalazi se niz pećina od kojih je najznačajnije istražena ona duga 42 metra, a čiji je ulaz dorađivan i obrađen ljudskom rukom. Unutar pećine nalazi se malo jezero.
Na vrhu gradine nalazi se žrtvenik koji je najvjerojatnije posvećen slavenskom bogu Jarilu (Jarovitu).
Zalaganjem viteške podružnice HKD Napredak tijekom 2023. godine uređen je okoliš oko Škava čime je učinjen vidljivijim, postavljena je info ploča te je izvršeno prvo speleološko istraživanje nakon 2000. godine.